# 173-тя повітрянодесантна бригада (США)
173-тя пові́трянодеса́нтна брига́да а́рмії США (англ. 173rd Airborne Brigade або англ. 173rd Airborne Brigade Combat Team) — елітне військове з'єднання повітрянодесантних військ США. Бригада була заснована як піхотна в період Першої світової війни, 5 серпня 1915 року у Кемп-Пайк, штат Арканзас й увійшла до складу 87-ї піхотної дивізії.
Брала активну участь у бойових діях у Європі під час Першої та Другої світових війн. Особливо відзначилась у В'єтнамській війні.

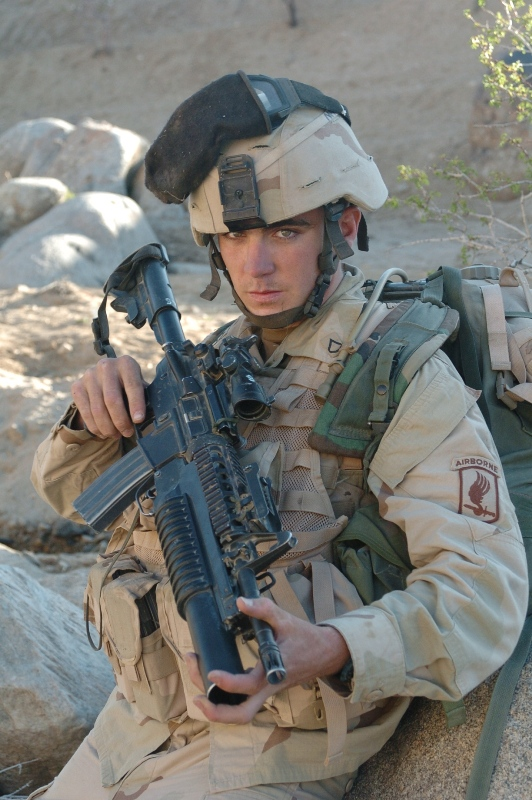
Військовослужбовець 173-ї повітрянодесантної бригади в Афганістані

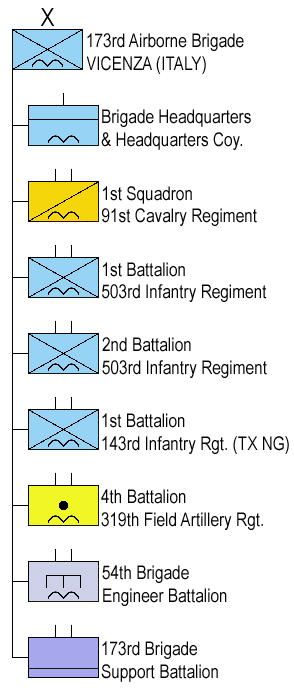
Організаційно-штатна структура 173-ї пдбр

## В Україні
Близько 300 десантників цієї бригади брали участь в підготовці українських військових (Нацгвардії) на Яворівському полігоні 2015 року. Також бійці бригади брали участь у військових навчаннях Репід Трайдент-2014 та планують взяти участь в Репід Трайдент-2015.

## Кінематограф
- За сценарієм, один з головних героїв художньої стрічки «Смертельна зброя» (1987 рік), детектив Роджер Мерта (Денні Гловер), під час війни у В'єтнамі проходив службу у 173-ї повітрянодесантній бригаді. У сцені де Роджер Мерта зустрічається зі своїм старим товаришем по службі, Майклом Гансекером (Том Аткінс), зблизька можна побачити світлину де товариші сфотографовані у військових одностроях. На рукаві однострою Роджера Мерти можна чітко побачити нарукавний знак 173-ї повітрянодесантної бригади.